# Zopilot negre
El zopilot negre, urubú o zopilot (Coragyps atratus) és una espècie d'ocell de la família dels catàrtids. La seva distribució s'estén des del sud-est dels Estats Units fins a Amèrica del Sud. El seu estat de conservació es considera de risc mínim.
Tot i que és una espècie comuna i estesa, té una distribució un xic més limitada que la del seu parent, el zopilot capvermell, que s'estén al nord fins al Canadà i al sud fins a la Terra del Foc. Malgrat la semblança física, aquesta espècie no té relació amb el voltor negre. Aquest últim és un voltor del Vell Món de la família dels accipítrids (que inclou les àguiles, falcons, milans, les arpelles i els esparvers), mentre que l'espècie americana és un voltor del Nou Món. És l'únic membre vivent del gènere Coragyps, dins de la família dels catàrtids. Viu en zones relativament obertes amb boscos i zones arbustives. Amb una envergadura de 150 cm, l'urubú és un ocell gran, però relativament petit per ser un voltor. Té un plomatge negre, un cap i un coll calbs de color negre grisós, i un curt bec ganxut.